# Dance Dance Revolution SuperNOVA
Dance Dance Revolution SuperNOVA (на территории Европы: Dancing Stage SuperNOVA) — игра, входящая в семейство танцевальных игр серии Dance Dance Revolution / Dancing Stage (сокращённо DDR / DS), созданная в 2006 году фирмой Konami Digital Entertainment, Inc. Игра была выпущена в двух вариантах: домашняя версия для приставки PlayStation 2 и в качестве аркадного автомата.
В статье представлена информация об аркадном варианте игры. Несмотря на то, что у обеих версий игр есть много общего, некоторые серьёзные различия между ними всё же имеются.

## Список композиций
В качестве новых песен на SuperNOVA имеются:
- 19 новых лицензионных песен;
- 17 новых песен Konami Originals, созданных специально для Суперновы;
- 29 новых песен, пришедших на SuperNOVA из других Bemani игр;
- 56 новых песен, пришедших с консолей (Home Versions);

На SuperNova представлено 119 новых песен, никогда ранее не появлявшихся на аркадных автоматах семейства DDR. В общей сложности 303 композиции, 3 из которых предназначены для Extra Stage и одна для One More Extra Stage. По отзывам опытных игроков, новые лицензионные композиции являются недостаточно сложными. Все они находятся в диапазоне сложности 6—7 ног, в редком случае, когда 8—9. И Известные композиции из предыдущих версий игры, носящие названия So Deep, Rhythm & Police, Freckles и Cartoon Heroes не были добавлены. Ситуацию отчасти исправляют лишь некоторые композиции из списка New Konami Originals и песни, пришедшие из других Bemani игр. Среди них: Red Zone, AA, Innocence of Silence, No.13, Xepher, SEDUCTION, DanDanDo, DoLL и некоторые другие.
Зато со сверхсложными «песнями-боссами» на SuperNOVA дела обстоят хорошо. Во-первых, ни одна 10-ногая песня, которая в своё время была представлена на DDR Extreme, не была убрана из нового списка песен:
- bag;
- GENOM SCREAMS (Expert Double)
- Max 300;
- MaxX Unlimited;
- PARANOiA Survivor;
- PARANOiA Survivor Max (Challenge);
- PARANOiA Survivor Max (Expert);
- Sakura;
- The Legend of Max;

Во-вторых, в семействе «песен-боссов» появилось существенное пополнение:
- CHAOS (Expert);
- CHAOS (Challenge);
- Fascination MaxX (Expert);
- Fascination MaxX (Challenge);
- Fascination ~eternal love mix~;
- Healing-D-Vision (Expert);
- Healing-D-Vision (Challenge);
- Max 300 (Super-Max-Me-Mix) (Expert);
- Max 300 (Super-Max-Me-Mix) (Challenge);
- PARANOiA Respect;
- Xepher (Challenge);

Из приведённого списка, лишь Max 300 (Super-Max-Me-Mix) и PARANOiA Respect уже появлялись раньше на консольных версиях (DDR Ultramix 2 и Party Collection, соответственно). Всё же остальные песни были созданы специально для DDR/DS SuperNOVA. Таким образом, общее количество 10-ногих степчартов по сравнению с DDR Extreme увеличилось более чем в два раза.

## Оценочная система
Была кардинально изменена система подсчёта очков. Konami снова отказалась от старой системы и разработала абсолютно новую. Главное отличие новой системы заключается в том, что теперь за любую песню вне зависимости от её уровня сложности игрок может получить максимум 10.000.000 очков. Во время выполнения самой песни, очки начисляются следующим образом:
Х — общее число стрелок в песне (двойные стрелки считаются, как одна) + число протяжек (freeze), умноженное на два;
Y = 10.000.000 / Х;
За каждый удачно выполненный Perfect или Ok, игроку начисляют Y очков;
За каждый Great — Y/2 очков;
За все остальные оценки степов — ноль очков;
Никаких бонусов за Max Combo больше нет. Также теперь не столь важно танцевать как следует именно концовку песни, так как по количеству получаемых очков все стрелки в песне равнозначны. Буквенная оценка начисляется по следующей системе в зависимости от количества набранных очков:
AAA = 10.000.000;
AA > 9.500.000;
A > 8.100.000;
B > 6.500.000;
C > 5.400.000;
D <= 5.400.000;
E — Полоска жизней хотя бы один раз ушла в ноль;
Получить оценку АА на SuperNOVA стало немного сложнее. И тому есть несколько причин:
1. Для получения АА необходимо набрать как минимум 95 % от максимально возможного числа очков. В Dance Dance Revolution Extreme крайним минимумом были 93 %;
2. Размер поля допуска оценки Perfect для Judgment по умолчанию на автомате был немного уменьшен;
3. Число оценок Great не должно превышать 10 % от общего числа стрелок при полном отсутствии более плохих оценок степов. Этот факт значительно усложняет получение АА на лёгких уровнях сложности с небольшим количеством стрелок в песнях.

## Варианты режимов игры
В самом начале, после того, как вы получите кредит и нажмёте на старт, игра, по уже сложившейся традиции, предложит вам выбрать один из доступных режимов игры:

Battle Mode

Battle Mode

- Single Mode (1 кредит без Joint Premium);
- Double Mode (2 кредита без Joint Premium);
- Versus Mode (2 кредита без Joint Premium);
- Battle Mode (2 кредита без Joint Premium);

И если первые три варианта особых вопросов не вызывают, то последний есть не что иное, как режим Dance Magic, перекочевавший на SuperNOVA с доисторического DDR Disney’s Rave/Mix. Аналогичные режимы наблюдались в некоторых консольных версиях серии игр в режимах Dance Master Mode или Missions, а также в режиме Battle Mode на автоматах серии In the Groove. Во время режима Battle Mode игроки пытаются атаковать друг друга, путём набора как можно большей Combo. «Атаки» заключаются в применении автоматом к стрелкам всевозможных модификаторов, усложняющих жизнь играющим. Чем выше уровень накопленной атаки, тем сильнее модифицирует автомат стрелки противнику, пытаясь тем самым сорвать его Combo и понизить уровень атаки. На стрелках одного игрока по умолчанию ставится модификатор Mirror, поэтому подглядывать во время игры в экран к соседу не получится.

## Уровни сложности
После выбора режима игры, автомат переключится на следующий экран, который сначала может ввести многих в заблуждение. Предлагается выбрать из нескольких пунктов меню:
- Tutorial;
- Easy;
- Medium;
- Difficult;

Экран выбора песни

А также несколько дополнительных пунктов, спрятанных за экраном снизу:
- Nonstop;
- Challenge;
- All Music;

Если посмотреть на название последнего пункта, то можно догадаться, что здесь не предлагают выбрать уровень сложности игры. Речь идёт о выборе одного из заранее составленных списков песен. То есть, выбор Easy вовсе не означает, что невозможно танцевать на уровне сложности Expert. Это означает лишь то, что в представленном списке треков не будет ни одной 9- и 10-ногой песни. Также от выбора будет зависеть и то, какую песню будет необходимо пройти в качестве Extra Stage для получения One More Extra Stage:
- Easy — Healing-D-Vision;
- Medium — Healing-D-Vision;
- Difficult — Fascination MaxX или Fascination ~eternal love mix~;
- All Music — Fascination MaxX или Fascination ~eternal love mix~;

Режим обучения

Режим Tutorial поясняет в мельчайших деталях в течение пяти минут все тонкости игрового процесса, при этом снимая целый кредит. Вариант All Music открывает список из всех доступных композиций в размере 299 штук. После выбора уровня сложности трек-листа, происходит переход непосредственно к списку доступных песен. По умолчанию автомат всегда выставляет уровень сложности на Beginner, поэтому каждый раз придётся менять его вручную через меню ввода модификаторов или непосредственно двойным нажатием стрелки вниз на паде.
Также существуют некоторые странности в некоторых новых шести-семиногих песнях. То, что во времена DDR Extreme называлось 6-ногим степчартом, теперь может быть затруднительно даже для опытного игрока. Ярчайшим примером здесь является Mind Parasite, знакомый многим по Keyboard MegaPack. Несмотря на то, что в SuperNOVA он позиционируется как ничем не приметная 6-ногая песня, его стрелки по меркам DDR Extreme потянули бы на 8 ног.

## Графика

Single Mode

Визуальные улучшения в аркадной версии SuperNOVA по сравнению с её предшественниками весьма значительны. Во-первых, Konami отошла от базы платформы PSX и наконец-то начала использовать немного модифицированный движок, написанный для консольных версий игр, ориентированный под железо PlayStation 2. В первую очередь это стало заметно по значительно увеличенному разрешению выдаваемой картинки (теперь на экране автомата можно наблюдать полноценное виде в HD формате) и большему количеству отображаемых цветов. Во-вторых, практически все пре-рендеренные видеоклипы старых песен были значительно переделаны и теперь смотрятся гораздо выразительней. Для всех же новых песен, к которым не прилагался свой индивидуальный видеоклип, теперь используется случайная генерация 3D-бэкграунда в реальном времени. На экраны снова вернулись танцующие человечки, которых не было на игровых автоматах, начиная аж с DDR 5th MIX.

## Обновления и патчи

Versus Mode

Сразу после выхода SuperNOVA со всех концов света от игроков начали поступать бесчисленные жалобы и недовольства, вызванные плохим синкингом некоторых новых и старых песен.
Вскоре после этого Konami поспешила объявить о скором выпуске апдейта ко всем автоматам серии SuperNOVA.
Заявленный апдейт вышел в виде диска в середине октября на территории США и распространялся среди владельцев автоматов компанией Betson Enterprises. Помимо исправления ошибок в некоторых песнях в состав патча были также включены две новые песни: Flow (True Style), которая раньше была доступна лишь в японской версии игры, и новая сверхсложная вариация на тему Fascination: Fascination ~eternal love mix~.
На территории большинства европейских стран поголовная установка апдейта началась лишь с 1 января 2007 года.
По словам Konami, этот апдейт не являлся последним, и в будущем в SuperNOVA, возможно, будут добавлены новые уровни сложности для уже представленных песен, новые песни и совместимость с консольными версиями.

## Отзывы
| Сводный рейтинг | Сводный рейтинг |
| Агрегатор       | Оценка          |
| --------------- | --------------- |
| GameRankings    | 75,36 %         |